# Plaça Tirant lo Blanc (Nantes)
La plaça Tirant lo Blanc (en francès, place Tirant-Lo-Blanc) és una plaça de la ciutat bretona de Nantes, a França.

## Descripció
Situada al centre de la ciutat, aquesta plaça arbrada, plantada amb nou liquidàmbars americans, es troba al costat est del carrer d'Estrasburg, al final del carrer dels Carmelites i el carrer del Castell, és per a vianants i, per tant, no està obert al trànsit de vehicles.

## Denominació
Aquesta nova denominació de l'antiga "plaça dels Carmelites" es decidí per deliberació del consell municipal el 8 d'octubre de 1990 i fa referència a Tirant lo Blanc, cavaller bretó i heroi llegendari de la literatura valenciana del segle xv que algunes versions fan néixer a Nantes.

## Història
Aquesta plaça, de forma triangular, va néixer quan es va inaugurar el carrer d'Estrasburg l'any 1867. Els edificis situats a l'extrem sud-oest del carrer dels Carmelites fins al carrer del Castell foren enderrocats i aquest espai entre les construccions restants del costat sud-est i la nova artèria prengué el nom de “plaça dels Carmelites”.